# 惠普霍爾特 (明尼蘇達州)
惠普霍爾特（英語：Whipholt）是位於美國明尼蘇達州卡斯縣派恩萊克鎮區的一個普查規定居民點。

## 人口
根據2020年美國人口普查的數據，惠普霍爾特的面積為9.03平方千米，當中陸地面積為8.43平方千米，而水域面積為0.60平方千米。當地共有人口70人，而人口密度為每平方千米7.75人。